# Richard Fred Heck
Richard Fred Heck (Springfield, Estats Units, 15 d'agost de 1931 - Manila, 10 d'octubre de 2015) fou un químic estatunidenc conegut per la seva descoberta i ulterior desenvolupament de l'anomenada "reacció de Heck", que fa servir el pal·ladi com a catalitzador en la reacció d'unió d'halurs d'aril amb alquens. Heck rebé el Premi Nobel de Química el 6 d'octubre de 2010 conjuntament amb els químics japonesos Ei-ichi Negishi i Akira Suzuki, autors de recerques sobre reaccions d'acoblament catalitzades per pal·ladi en síntesi orgànica.

## Biografia
Richard Heck nasqué a Springfield (Massachusetts) el 1931. Heck obtingué alhora el seu bachelor's degree (1952) i el doctorat de filosofia (1954) a la Universitat de Califòrnia, Los Angeles (UCLA), sota la direcció del Dr. Saul Winstein. Després de dos períodes de recerca postdoctoral a l'Escola Federal Politècnica de Zúric, i de tornar a la Universitat de Califòrnia, Heck ingressà a la Corporació Hercules a Wilmington el 1957. Els seus treballs de recerca molt prolífics al si de la companyia Hercules desvetllaren l'interès del Departament de Química i de Bioquímica de la Universitat de Delaware que el contractà. Hi exercí de professor de química fins a la seva jubilació el 1989.
El desenvolupament de la reacció de Heck (que també s'anomena algunes vegades "reacció Mizoroki-Heck", per Tsutomu Mizoroki que desenvolupà, independentment, treballs similars) s'encetà arran de les investigacions de Heck pel que fa a l'acoblament de compostos d'arilmercuri amb olefines, fent intervenir el pal·ladi com a catalitzador, a les acaballes dels anys 1960.

## Premis i guardons
- 2005: Premi Wallace H. Carothers
- 2006: Premi Herbert C. Brown per a la recerca creativa en els mètodes sintètics
- 2010: Premi Nobel de Química